# Stazione di Santuario
Stazione di Santuario vasútállomás Olaszországban, Savona településen. Nevét a közeli Santuario di Nostra Signora della Misericordia templomról kapta.

## Vasútvonalak
Az állomást az alábbi vasútvonalak érintik:
- Torino-Fossano-Savona-vasútvonal

## Kapcsolódó állomások
A vasútállomáshoz az alábbi állomások vannak a legközelebb:
- Sella railway station
- Stazione di Savona Letimbro (–1977)
- Stazione di Savona (1977–)